# Linus Fridolf
Linus Martin Alexander Fridolf, född 14 januari 1996, är en svensk fotbollsspelare som spelar för FC Rosengård.

## Karriär
Fridolf började spela fotboll i Vellinge IF som femåring. Som 15-åring gick han till Trelleborgs FF.
Inför säsongen 2014 flyttades Fridolf upp i A-truppen. I december 2015 förlängde han sitt kontrakt med ett år. I december 2016 värvades Fridolf av FC Rosengård.